# Villa Blockhaus
La villa Blockhaus, bâtie en 1957, est située à Saint-Georges-d'Oléron en France. L'immeuble a été inscrit au titre des monuments historiques en 1992.

## Historique
Le bâtiment est inscrit au titre des monuments historiques par arrêté du 11 décembre 1992.